# Jan Jesenius
Jan Jesenius (in slovacco Ján Jesenský e in ungherese Jeszenszky János) (Breslavia, 27 dicembre 1566 – Praga, 21 giugno 1621) è stato un medico, politico e filosofo slovacco.

## Biografia

### Origini
Proveniva da un'antica famiglia nobile, il casato Jeszenszky, originario del Regno d'Ungheria. Si presentava nelle sue opere come eques Ungarus ('cavaliere del Regno d'Ungheria'). Aveva radici slovacche , secondo altri anche polacche o tedesche. Suo padre, Boldizsár Jeszenszky de Nagyjeszen, lasciò il comitato di Turóc (attualmente la regione chiamata Turiec in Slovacchia) a motivo della campagna militare degli Ottomani contro l'Alta Ungheria e si stabilì nella Slesia nel 1555. Sposò Marta Schülerin, proveniente da una facoltosa famiglia borghese tedesca.
Jesenius nacque a Breslavia, dove studiò al celebre ginnasio di Sant'Elisabetta, che conobbe la sua massima fioritura dopo l'introduzione della Riforma protestante. Dal 1583 studiò all'Università di Wittenberg, dal 1585 all'Università di Lipsia, e dal 1588 all'Università di Padova.

### Successi in campo medico
A partire dal 1593 Jesenius fu il medico del Principe di Sassonia, e dal 1594 professore di anatomia all'Università di Wittenberg. Dopo il 1600 si stabilì a Praga come professore e consulente anatomico di Rodolfo II, Re di Boemia e Sacro Romano Imperatore; nel 1617 fu eletto rettore dell'Università Carolina di Praga.
Nel 1600 egli suscitò notevole interesse di pubblico realizzando una pubblica autopsia a Praga.
Nel 1601 egli tenne l'orazione funebre per l'amico astronomo Tycho Brahe, matematico di corte dell'Imperatore morto in circostanze non completamente chiarite. Successivamente, Jesenius scrisse una biografia dell'amico.
A luglio del 1609, durante un soggiorno nella città di Rostock, Jesenius si iscrisse alla locale università. All'epoca egli era anche il medico di fiducia del re Mattia d'Asburgo. Grazie alla sua elevata posizione sociale poté entrare in contatto con numerose delle più significative personalità dell'aristocrazia boema, come ad esempio con Carlo il vecchio di Žerotín, importante politico e scrittore protestante boemo.

### Carriera politica
Jan Jesenius non fu soltanto un importante medico, ma fu attivo anche come politico, a fianco degli Stati protestanti del Regno di Boemia. Dopo la terza defenestrazione di Praga nel 1618 (deposizione degli Asburgo dalla Corona di Boemia, che all'epoca comprendeva principalmente il Regno di Boemia, il Margraviato di Moravia, i Ducati di Slesia e Lusazia), fu incaricato di diverse missioni diplomatiche da parte del Direttorio (governo provvisorio creato dalla nobiltà boema ribellatasi agli Asburgo) e dal neoeletto re Federico del Palatinato.
Nel 1618, Jesenius venne arrestato a Presburgo, l'odierna Bratislava, dopo essere stato inviato come deputato della nobiltà boema e recluso in carcere a Vienna. A dicembre, fu scarcerato in cambio di due prigionieri asburgici. Secondo una leggenda, prima della sua scarcerazione, scrisse l'iscrizione IMMMM sulla parete della sua cella di prigionia. Ferdinando la interpretò come Imperator Mathias Mense Martio Morietur (latino per "Imperatore Mattia morirai nel mese di marzo"), sicché scrisse un'altra profezia accanto ad essa: Iesseni, Mentiris, Mala Morte Morieris ("Jesenius, menti, morirai di una morte orribile").
Entrambe le predizioni si avverarono: l'imperatore Mattia morì a marzo del 1619, e Jesenius fu arrestato dopo la sconfitta del re Federico di Boemia ad opera dell'Imperatore Ferdinando II nel 1620 (Battaglia della Montagna Bianca) e suppliziato in maniera orrenda: gli furono tagliati la lingua e le membra esposte poi per la città; infine venne decapitato, insieme ad altri 26 capi della nobiltà boema, nella Piazza della Città Vecchia il 21 giugno del 1621, ricordato come il "giorno di sangue" dai protestanti cechi.

## Opere
La sua opera filosofica più importante fu "Zoroastro" (1593), un'opera di filosofia universale che tentò di recuperare la sapienza perduta degli antichi.
Fu comunque uno scrittore prolifico. Ecco un elenco delle sue opere:
- De mithridate et theriaca, Disputatio Wittenberg 1598; Nachdruck Gießen 1614.
- Anatomiae, Pragae anno 1600 abs se solenniter administratae historia. Wite[n]bergae 1601. Tradotta in ceco: Jan Jessenius z Jasené: Průběh pitvy jím slavnostně provedené v Praze L.P. MDC, k níž byl přičleněn Traktát o kostech. Praha 2004
- De ossibus tractatus. Wite[n]bergae 1601. ISBN 80-246-0922-3 tradotta in slovacco: Traktát o kostiach. Martin 1981 Anatomia (1600)
- De vita et morte Tychonis Brahei oratio funebris. Pragae 1601.
- Institutiones Chirurgicae quibus universa manu medendi ratio ostenditur. Wite[n]bergae 1601. (mit Beiträgen von: Melchior Ioestelius, Adam Theodor Siberus, Daniel Sennert, Ambrosius Gertnerus u. Jacob Typotius). Tradotta in tedesco: Anweisung zur Wund-Artznei, in welcher alle u. jede Art u. Weise durch die chirurgischen Handgriffe zu heilen gewiesen werden. Nürnberg 1674.
- De anima et corpore universi. Pragae 1605. De sanguine vena secta demisso judicium. Pragae 1608, traduzione slovacca col testo latino: Ján Jessenius O krvi. Univerzita P. J. Šafárika v Košiciach, 2007, nuova edizione con ampio commentario: D. Johannis a Jessen Equ. Hung. de Sanguine, Vena Secta, dimisso Judicium, Notis et Castigationibus ad hodierna et vera Artis medicae principia accomodatum a Jacobo Pancratio Brunone. Norimbergae 1668.
- De generationis et vitae humanae periodis. 1610 Divorum imperatorum … Ferdinandi I. et Maximiliani II. progenies augusta. Francofurtum 1613. Matthiae Austriaci coronatio in regem Hungariae. [Hannover 1613].
- Ad Regni Boemiae, Simulque Coniunctarum, Faederatarum Provinciarum, Marchionatus Moraviae, Ducatus Silesiae, & Marchionatus Lusatiae, Inclitos Ordines: De Restauranda Antiquissima Pragensi Academia, Rectoris Jessenii … Exhortatio. Congregatis Pragae, Mense Augusto, Anni MDCXIX. exhibita. (= in tedesco: An deß Königreichs Böheimb/ unnd derselben incorporirten Landen/ alß Marggraffthumbs Mährern/ Hertzogthumbs Schlesien/ Marggraffsthumbs Laußnitzs/ löbliche Stände, wegen erneuerung/ der Uhralten Pragrischen Universitet, vermanung/ Von deroselben Rectorn Doct. Jessenio, neben seinen Collegen, bey derer versammlung, zu Prag, im August Monat, deß 1619. Jahr/ ubergeben.) Pragae 1619.
- Legationis in regiis Ungaror. comitiis proximis, nomine evangelicorum regni Boehmiae ordinum, a Jessenio … obitae, Renunciatio. Pragae 1619. Traduzione tedesca: Ablegung der Legation, Auff den letztgehaltenen Königlichen Reichstag, in Ungarn, im Namen der Evangelischen Stände deß Königreichs Böheim / Von Doct. Jessen verrichtet … Erstlich in Lateinischer Sprach zu Prag getruckt, Nun aber in Hochteutsch … verdolmetschet. 1619
- Oratio parresiastica, qua auxilia a rege et ordinibus Ungariae petuntur, habita Neo-Solii in comitiis. Saragossa 1621.

## Memoria
Fra i discendenti di Jesenius si segnala Milena Jesenská, la celebre destinataria dell'epistolario romantico di Franz Kafka. Detta discendenza era motivo di un grande orgoglio per il padre di Milena, che come Jesenius era professore di medicina all'Università Carolina di Praga.
Infine, in onore di Jan Jesenius l'asteroide 11830, scoperto nel 1984 dall'astronomo ceco Antonín Mrkos, è stato chiamato Jessenius.